# 庞卿恽
庞卿恽（594年—628年），相州邺县人（今河北临漳县），唐初功臣之一，玄武门之变参与者。

## 生平
隋末弱冠时为左翼卫，入唐授朝散大夫。大业十三年（617年）八月，以平霍邑之功，授开府仪同三司。武德元年（618年），参与平定薛举、薛仁杲父子，封大将军。后又参与征战王世充、刘黑闼，授上柱国，封真定县开国侯。武德五年（622年），入李世民秦王府为左三翊卫府右车骑将军。七年，授秦王左一副护军。同年，又补左内马军副总管。
武德九年(626年)六月初四，参与玄武门之变，以功被授为太子（李世民）左卫副率。同年七月，诏授右骁卫将军。九月，改封安化郡开国公。李世民即位后，贞观元年（627年）七月，诏授左武候将军。十月，封邾国公，食实封四百户。贞观二年六月，遘疾薨於雍州长安县之安仁里宅，春秋卅有五。追赠幽平燕易妫檀等六州诸军事、幽州刺史（或幽州都督），改封濮国公，谥号肃。

## 家族
- 曾祖某，齐襄城王西阁祭酒、镇西将军
- 祖庞兴，齐中散大夫、陈留太守
- 父庞茂，[6]北海郡丞、正议大夫
  - 子：庞同善，右金吾大将军。
    - 孙：庞敬嗣，都水使者。

  - 子：庞同福，并州大都督府司马、饶州刺史、左卫将军、安北都护
    - 孙：庞承宗，官至右金吾大将军、宗正卿、南安侯。唐睿宗想要传位於唐玄宗时，他和韩朝宗劝谏：“太子虽睿智圣明，应当暂且养成盛德。”[7]睿宗没有听从。开元初，为太子宾客。开元七年为太子詹事，历任洺州司马，卒赠幽州都督，谥号恭[8]。
    - 孙：庞承训，通事舍人、郑州司马、赞善大夫、率更令、将作少监

  - 子：庞同本，贞观十六年起家敕授左千牛，时年十三。至永徽元年，授纪王府户曹参军事，改授秦州都督府户曹，杞王府属。显庆三年，除洛州福兴县令，迁建、韶二州刺史、广州都督府长史。除蔚州刺史，垂拱元年，封安化县开国男，食邑三百户。诏入授左千牛卫将军、兼检校太子右卫率，长寿二年八月四日卒于乾陵留守所，年六十九。夫人长孙氏，左监门卫大将军、卫州刺史长孙无疟之第六女，嗣子承礼。
    - 孙：庞承礼